# Bolòmetre
Un bolòmetre és un instrument per mesurar la quantitat de radiació electromagnètica incident. Fou inventat l'any 1878 per l'astrònom estatunidenc Samuel Pierpont Langley. Malgrat que es poden utilitzar per a mesurar radiació de qualsevol freqüència, el disseny dels bolòmetres els fa més sensibles per a la banda de 200 µm a 1 mm de longitud d'ona; per a altres bandes s'acostumen a utilitzar altres tipus de detectors més sensibles.
Un bolòmetre està format per un absorbidor, que està connectat a un dissipador de calor (zona de temperatura constant) a través d'una unió aïllada. El resultat és que qualsevol radiació absorbida per l'absorbidor en fa augmentar la temperatura per sobre de la del dissipador de calor. A partir de la diferència de temperatures, que es pot mesurar amb termòmetres, es pot calcular la potència absorbida.